# بلوطرخس
بلوطرخس أو بلوتارخ، وبعد أن أصبح مواطنا رومانيا أصبح اسمه لوسيوس مستريوس بلوتارخُوس  (بالإغريقية: Πλούταρχος؛ باللاتينية: Lucius Mestrius Plutarchus؛ نحو 46م – نحو 120م)، هو مؤرخ وكاتبُ سِيَرٍ ومقالاتٍ، وفيلسوف أفلاطوني أوسط يوناني، وكاهن في معبد أبولو في دلفي.
ولد في بلدة خيرونيا في بيوتيا، وفي سن مبكرة انتقل بلوطرخس لمدينة أثينا لمدة عامين للدراسة، وكان ذلك تحت الفيلسوف الأثيني أمونياس والذي أثنا عليه وعلى اجتهاده، وقد ذكره في مؤلفاته، إلا أنها فقدت. خلال معظم حياته التي قضاها في خيرونيا، تولى بلوطرخس عدة مناصب إدارية ودينية في الإمبراطورية الرومانية، أبرزها توليه منصب وكيل آخايا من قبل الإمبراطور هادريان، وتنصيبه كاهنا أكبرا لمعبد أبولو بدلفي. اشتهر بلوطرخس بمؤلفاته الكبيرة عن التاريخ والأعلام، اشهرها كتابه «حيوات موازية»، والذي كتب فيه عن مجموعة من الأعلام اليونانيين والرومانيين، وقد عدّ مصدرا تاريخيا أساسيا لعدة شخصيات وحقب زمنية، وكتابه الآخر «موراليا» (الأخلاق)، والذي جمع فيه العديد من المقالات والخطابات.

كان لبلطرخس أثرا كبيرا على الأدباء والمؤرخين الأوروبيين، خصوصا الفرنسيين والإنجليز، وقد أخذوا يترجمون كتبه ويستلمهون منها في كتاباتهم، أمثال دي مونتين والذي استلهم منه في مقالاته، ووليم شيكسبير والذي استخدم بعض نصوص بلوطرخس في كتابة مسرحياته. كذلك عدة أعماله مصدر إلهامٍ للعديد من الفلاسفة المتأخرين، منهم الفلاسفة المتعاليين.

## حياته

### أسرته
ولد بلوطرخس لعائلة مرموقة في بلدة خيرونيا، والتي تقع على بعد ثلاثين كيلومترا شرق دلفي، في إقليم بيوتيا اليوناني. استقرت عائلته في البلدة منذ زمن طويل؛ اسم والده اوتوبولوس واسم جده لامبرياس. ذكر أخويه تيمون ولامبرياس في مقالاته وحواراته، والتي تحدث فيها بالأخص عن أخيه تيمون بأقوى كلمات المحبة.

### دراسته وعمله
درس بلوطرخس الرياضيات والفلسفة في أثينا تحت أمونيوس بين العامين 66 إلى 67م. حضر الألعاب المقامة في دلفي، والتي تحدى فيها الإمبراطور نيرو كبار الشخصيات الرومان، منهم الإمبراطور اللاحق فسبازيان. في زمن غير معلوم، حصل بلوطرخس على المواطنة الرومانية. داعمه هو لوسيوس مستريوس فلوروس، والذي كان من حاشية الإمبراطور فسبازيان، وذلك بدلالة اسمه الجديد، لوسيوس مستريوس بلوتارخوس. كمواطن روماني، أصبح بلوطرخس عضوا في طبقة الإكوايتس، زار مدينة روما حوالي عام 70م برفقة فلوروس، والذي شارك كشاهد لمؤلفه «حياة أوثو». كان بلوطرخس على وفاق مع العديد من النبلاء الرومان، بالأخص القناصل كوينتوس سوسيوس سنيكيو وتايتوس أفيديوس كويتوس وأرولينوس روستيكوس، وقد ظهروا جميعا في أعماله.

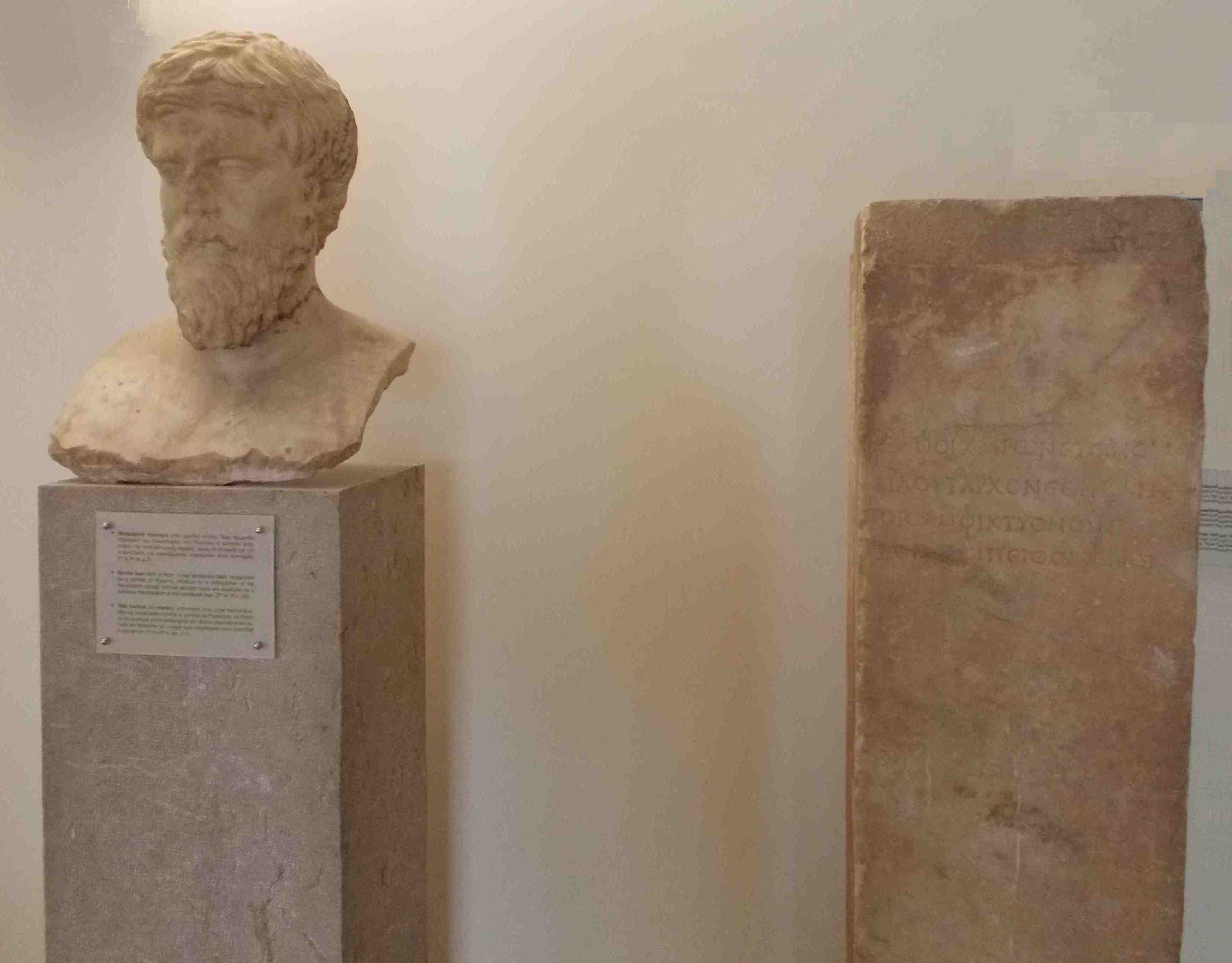
تصوير لفيلسوف بجانبه شاهد هِيرْمِي في متحف دلفي للآثار

عاش بلوطرخس معظم حياته في خيرونيا، وقد كان عضوا في الأسرار (مدرسة دينية) المتعلقة بالإله الإغريقي أبولو. من الأرجح أنه شارك في الأسرار اليوسيسية. أثناء زيارته لروما، من الممكن أنه كان عضوا في وفد بلدية دلفي: في تلك الفترة الزمنية، منح فسبازيان دلفي عدة حقوق وصلاحيات بلدية. حوالي عام 95م، نُصّب بلوطرخس كإحدى الكاهنين الكبيرين في معبد أبولو بدلفي؛ هبطت مكانة المعبد بشكل كبير بعد العصر اليوناني الكلاسيكي. في وقت مقارب في التسعينات من القرن الأول، شهدت مدينة دلفي ازدهارا عمرانيا كبيرا، ممولا من قبل الداعمين اليونانيين والدعم الإمبيري. صنع تمثال نِصفي لبلوطرخس بسبب جهوده في إعادة إحياء الأضرحة الدلفية. التمثال النصفي للفيلسوف المعروض في مخرج متحف دلفي للآثار، يعود إلى القرن الثاني؛ بسبب نقوشه، في السابق عرف هذا التمثال على أنه لبلوطرخس. هذا الرجل، وعلى الرغم من كونه ملتحي، إلا أنه مصور بمظهرٍ شبابي: صور شعره ولحيته بأنه خشن وملتوي. كانت نظرته ثاقبة، بسبب جفونه الكبيرة و تفاصيل حدقة عينه الحادة. غالبا بأن بقايا الشاهد الهِيرْمِي بجانب التمثال كان يحوي على تمثال نصفي لبلوطرخس، وذلك لأن النصب قد نقش عليه "الدلفيين، بجانب الخيرونيين، قد خصصوا هذا التمثال لبلطرخس، تبعا لمبادئ أمفيكتيونيا" (باليونانية: "Δελφοὶ Χαιρωνεῦσιν ὁμοῦ Πλούταρχον ἔθηκαν | τοῖς Ἀμφικτυόνων δόγμασι πειθόμενοι").
بجانب مسؤولياته ككاهن لمعبد دلفي، كان بلوطرخس قاضيا في خيرونيا والممثل لبلدته في عدة مهمات لدول خارجية في شبابه. شغل بلوطرخس منصب الأركون لبلدته، لمدة سنة وغالبا لأكثر من مرة. كان بلوطرخس ابميليتيس (رئيس) الاتحاد الامفيكتوني لما لا يقل عن خمس مرات، منذ العام 107 حتى 127م، وكان مسؤولا عن تنظيم الألعاب البيثية. ذكر هذه الخدمات في أعماله، مُبَوّبا في «موراليا»: “هل من المفترض لرجل مسن أن يشارك في الشؤون الاجتماعية". ذكرت سُودَا، وهي موسوعة يونانية من العصور الوسطى، أن تراجان جعل بلوطرخس وكيلا لإيليريا؛ وفقا لمؤرخ القرن الثامن/التاسع جورجيوس سينكيلوس، قام هادريان بتنصيب بلوطرخس في آخر حياته وكيلا على آخايا، والذي جعله يرتدي ثوب وزينة القنصل.
أنجب بلوطرخس من زوجته تيموكسينا  على الأقل أربعة أبناء وابنة واحدة، إلا أن اثنين من ابنائه توفيا صغارا. في رسالة مازالت مفقودة لبلوطرخس، ذكر فيها لزوجته بأن لاتحزن كثيرا على وفاة ابنتهما البالغة من العمر سنتين، والتي سميت تيموكسينا نسبتا لأمها، وخسارة ابنهما الصغير، خيرون. اثنين من ابنائه، أوتوبولوس وبلوطرخس، قد ظهرا في أعماله؛ رسالة بلوطرخس البحثية عن مؤلف أفلاطون «طيماوس» قد خصصت لهما. من الأرجح أن ابنه الثالث سوكلاروس، والذي سمي بذلك نسبة لصاحب بلوطرخس سوكلاروس التيثوري، قد عاش إلى سن البلوغ كذلك، لكنه لم يذكر في أي من أعماله المتأخرة؛ وجدت نقوش لشخص باسم لوسيوس مستريوس سوكلاروس، والذي اشترك مع بلوطرخس في اسم العائله، في مدينة بويوتيا في عهد تراجان. وفقا للتقليد، كانت مصنفات بلوطرخس الباقية قد نسبت لابن آخر، والذي سمي لامبرياس نسبة لجد بلوطرخس؛ يعتقد أكثر العلماء الحديثين بأن هذا التقليد ليس إلا قولا مدسوسا. ظلت عائلته في اليونان حتى القرن الرابع، وقد خرج منها العديد من الفلاسفة والكتاب. أبوليوس، مؤلف «الحمار الذهبي»، جعل شخصيته الخيالية من نسل بلوطرخس.

### وفاته
لا يعلم في أي تاريخ توفي بلوطرخس. غريغوري كرين قدر بأنه توفي نحو عام 125م، بينما قدرت نسخة الموسوعة البريطانية لعام 1911 بأنه توفي نحة عام 120م. وفقا لنسخة القرن الحادي والعشرين، أعطت الموسوعة البريطانية تاريخ وفاة لبلوطرخس بأنه "بعد 119”.

## أعماله

### حيوات موازية

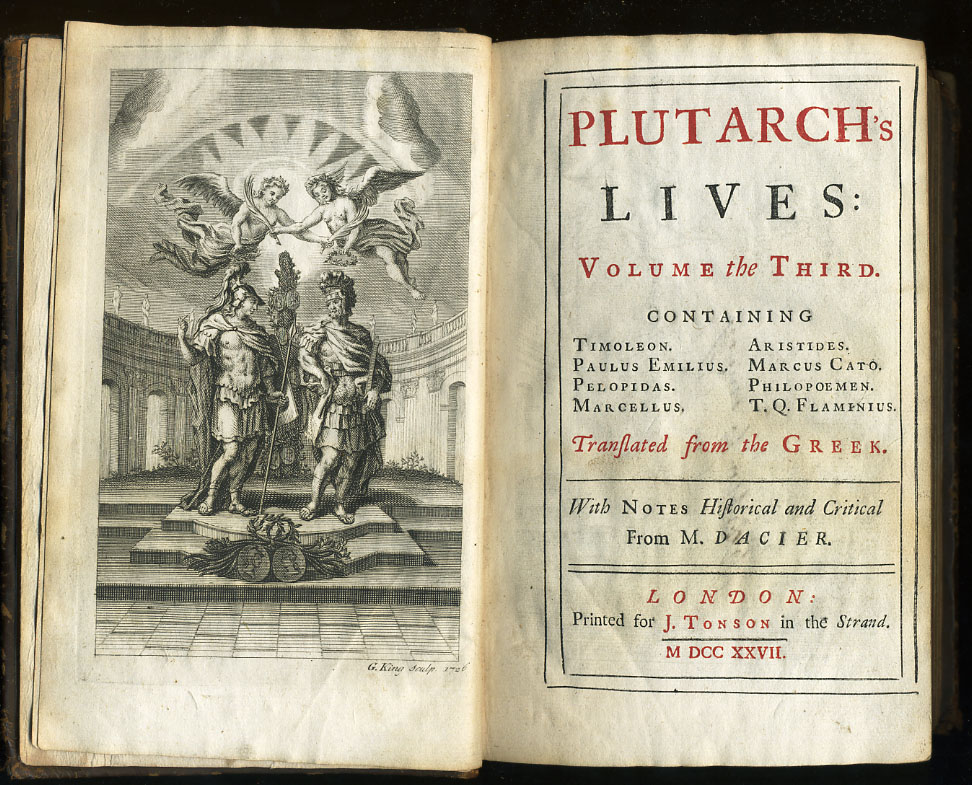
الطبعة الثالثة من كتاب «حيوات بلوطرخس»، نسخة عام 1727، مطبوع من قبل جيكوب تونسون

أشهر أعمال بلوطرخس على الإطلاق هو كتاب «حيوات موازية»، وهو سلسلة من السير الذاتية عن شخصيات إغريقية ورومانية لامعة، مرتبة على شكل أزواج ليسلط الضوء على مناقبهم ومثالبهم الأخلاقية المشتركة، وبذلك يصبح كرؤية لطبيعة البشر بدلا من كونه شاهدا تاريخيا. كما وضح في النص التقديمي الأول في «حياة الإسكندر»، لم يكن بلوطرخس مهتما بالتاريخ بقدر اهتمامه بتأثير الشخصية، سواءا كان للخير أو للشر، عن حياة وقدر الرجال. وفي بعض الأحيان بالكاد يذكر الحدث التاريخي، ويخصص أغلب المكتوب للحكاية الجاذبة والصدف التافهة، بحجة أن ذلك يتحدث عنهم أكثر من أشهر أنجازاتهم.
الحيوات الباقية تضمنت 23 زوجًا، في كل زوج حياة عن شخصية يونانية وشخصية رومانية، وكذلك أربع حيوات مفردة غير مربوطة. بعض الحيوات أمثال هرقل وفيليب الثاني وإبامينونداس وشيبيون الإفريقي وسكيبيو أميليانوس وكوينتوس كيسيليوس متلوس نوميديكوس قد فقدت؛ العديد من الحيوات المتبقية قد فقد جزء منها، واحتوت على بياض أو حرفت من قبل كتاب لاحقين.
تشتمل الحيوات الموجودة حياة سولون وثيميستوكليس وأريستيدس وأجيسيلاوس الثاني وبريكليس وألكيبيادس ونيكياس وديموستيني وبيلوبيداس وفيلوبويمين وتيموليون وديون السرقوسي ويومينس والإسكندر الأكبر وبيروس الإبيري وروميلوس ونوما بومبيليوس وكوريولانوس وثيسوس وأميليوس باوليوس تيبريوس جراكوس غايوس جراكوس غايوس ماريوس وسولا وسيرتوريوس ولوكولوس وبومبيوس ويوليوس قيصر وشيشرون وكاتو الأكبر وكاتو الأصغر ومارك أنطوني وماركوس جونيوس بروتس.

#### حياة الإسكندر
يعد مؤلفه «حياة الإسكندر»، والذي كتب على أنه مماثل ليوليوس قيصر، واحد من المصادر الثالثة الخمس الباقية عن الفاتح المقدوني الإسكندر الأكبر. يحتوي على نوادر وأوصاف لأحداث والتي لم تظهر في أي من المصادر الأخرى، كتصوير بلوطرخس لنوما بومبيليوس، الملك الثاني المزعوم لروما، والذي يحمل العديد من النوادر في التقويم الروماني. خصص بلوطرخس جزءا وفيرا لدوافع ورغبات الإسكندر، ويسعى لتحديد كمية الأمور التي تنبّؤا بها له في شبابه. كذلك، تحدث بشكل كبير عن أعمال ليسيبوس، النحات المفضل للإسكندر، لكي ينقل وصفا شاملا ودقيقا عن هيئة ومظهر الفاتح الجسدية. عند الحديث عن شخصية الإسكندر، عبر بلوطرخس عن مقدرته الشديدة في الامتناع والاحتقار للبذخ: “لم يكن يرغب باللذات أو الثروة، بل يبحث فقط عن التميز والمجد." مع استمرار الحكاية، تناقص الإعجاب من قبل كاتب السيرة وأصبحت الأعمال المروية أقل استساغة.

#### حياة قيصر
تعد الأعمال "القياصر الاثنى عشر" (باللاتينية: de Vita Caesarum) لسويتونيوس، وأعمال قيصر الشخصية «تعليقات على الحرب الغالية» (باللاتينية: de Bello Gallico) و«تعليقات على الحرب الأهلية» (باللاتينية: de Bello Civili)، وعمل بلوطرخس «حياة قيصر»، المصادر الأساسية لإنجازات قيصر من قبل المؤرخين القدماء. بدأ بلوطرخس بالحديث عن جرأة قيصر ورفضه لترك ابنة كينا، كورنيليا. أجزاء أخرى مهمة من حياته تشمل أعماله العسكرية والشواهد على قدرة قيصر لإلهام جنوده.
تظهر حياة بلوطرخس لقيصر اختلافات عن عمل سنتونيوس وأعمال قيصر (انظر تعليقات على الحرب الغالية وتعليقات على الحرب الأهلية). في بعض الأحيان، ينقل بلوطرخس نقلا مباشرا من «تعليقات على الحرب» ويتحدث عن اللحظات التي أملى فيها أعمله. في آخر جزء من حياة قيصر، روى بلوطرخس تفاصيل عن اغتيال قيصر. أنهى حياته بذكر مصير مغتاليه، مباشرة بعد تحدثه بالتفصيل عن حدثٍ ظهر فيه شبح لبروتوس في الليل.

#### حياة بيروس
يعد عمل بلوطرخس «حياة بيروس» نصّا مهما لأنه يعد مصدرا أساسيا لتاريخ الرومان في تلك الحقبة الزمنية، الممتدة من العام 293 حتى 264 ق.م، في حين فقد عملي ديونيسوس وليفي.

### موراليا

نسخة لكتاب «موراليا» باللغة اللاتينية لعام 1531م

المتبقي من أعمال بلوطرخس قد جمعت تحت عنوان "موراليا" (المترجم بشكل متحرر إلى العادات والتقاليد). هو مجموعة من المقالات والخطابات المنتقية المنقولة، تشمل "فيما يتعلق بالوجه الذي يظهر على سطح القمر" (وهو حوار عن الاسباب المحتملة لمظهر القمر ومصدر لعمل غاليليو)، و"عن الإعجاب الأخوي" (حوار عن الشرف والإعجاب الأخوي فيما بينهم)، و"عن حظ أو فضيلة الإسكندر الأكبر" (مساعدة مهمة لعمله عن حياة الملك العظيم)، و"عن عبادة إيزيس وأوزيريس" (وهو مصدر معلومات في غاية الأهمية عن الدين المصري القديم)؛ والمزيد من الخطابات الفلسفية، منها "عن تراجع الكهنة" و"عن تأخير الانتقام الإلهي" و"عن السلم مع العقل"؛ وحوارات جانبية، منها "أوديسيوس وغريليوس"، وحوار هوميروسي بين أوديسيوس وإحدى خنازير كيركي المسحورة.

#### الكتب المنحولة
بعض نسخ «موراليا» احتوت على أعمال منسوبة خطأ لبلوطرخس. منها عشر حيوات عن خطباء، وهي سلسلة من السير عن الخطباء الأتيكيون نقلا عن كايكيليوس الكلاكتي؛ "عن الآراء حول الفلاسفة"، و"عن الحتف" وعن الموسيقى". جميع هذه الأعمال قد ربطت لكاتب واحد غير معروف، تعرف باسم "منحولات بلوطرخس". عاشت منحولات بلوطرخس في زمن بين القرن الثالث والرابع الميلادي. على الرغم من كونهم منحولات، تعد هذه الأعمال ذات قيمة تاريخية معتبرة.

### حيوات الأباطرة الرومان
أول أعمال بلوطرخس في السير كانت عن الأباطرة الرومان ابتداءا من أغسطس وحتى فيتليوس. هذه السير عن الأباطرة الرومان المبكرين على الأرجح قد نشرت من قبل السلالة الفلافية أو في عهد نيرفا (96–98م). من بين هذه الحيوات، لم يبقى سوى حياة غالباس وأوثو. حيوات تيبيريوس ونيرو لازالت محفوظة لكن لم يبقى منها سوى فتات بسيط، متوفرة من قبل داماسكيوس  وبلوطرخس بنفسه، معا.

### الأعمال المفقودة
حددت أعمال بلوطرخس المفقودة من قبل ذكره لهم في كتاباته ومنْقِبَلِ كتّاب آخرين ذكروهم عبر الزمن. أجزاء من «حيوات موازية» وماسيعتبر جزءا من «موراليا» قد فقدو. «فهرسة لامبرياس»، وهو قائمة من الأعمال المرتبطة ببلوطرخس، قد ذكرت عدد 227 عمل، منهم 78 قد وصلوا إلينا. أعجب الرومان بكتاب «حيوات موازية». نسخ عدد كافي من الكتاب على مدار القرون مما جعل أغلب الحيوات تبقى حتى يومنا الحالي، لكن هناك آثار لاثنى عشر حيوات أخرى مكتوبة قد فقدت. كان منهج بلوطرخس في كتابة «حيوات موازية» أن يكتب عن شخصية يونانية مهمة، ثم يبحث عن شخصية رومانية مناسبة بأن تكون موازية لها، ثم الانتهاء بمقارنة بسيطة بين حياة الشخصيتين اليونانية والرومانية. في النسخ الحالية، لاتوجد سوى 19 مقارنة للحيوات الموازية، بينما كانت كل الحيوات تنتهي بمقارنة سابقا. أمر آخر مفقود هو الحيوات المذكورة في قائمة من كتاباته: تلك مثل حياة هرقل، الزوج الأول من «حيوات موازية»، وشيبيون الأفريقي وإبامينونداس، ومرافقين للسير الأربعة الفردية، وسير شخصيات مهمة، أمثال أغسطس وكلوديوس ونيرو. الأعمال المفقودة التي كانت ستشكل جزءا من «موراليا» تتضمن "هل المرء الذي يعلق الحكم على كل الأمور محكوم بأن يقف عن اتخاذ موقفا"، و"عن حالات بيرو العشر"، و"عن الفروقات بين البيرونيين والأكاديميين".

## فلسفته
كان بلوطرخس أفلاطونيا، لكنه كان منفتحا للتأثير المشّائي، وفي بعض التفصيلات حتى للرواقية على الرغم من نقده للمبادئهم. لم يرفض مدرسة فلسفية تماما سوى الأبيقورية. أبدى اهتماما بسيطا للأسئلة النظرية وشكك في احتمالية حلهم. كان مهتما أكثر بالأسئلة الأخلاقية والدينية.
في معارضة للمادية الرواقية والإلحاد الأبيقوري، أعجب بلوطرخس بفكرة وجود الرب والتي كانت في توافق مع أفلطون. وقد تبنى مبدءا ثانيًا (دياد) من أجل تفسير العالم الظاهري. هذا المبدأ الذي اتخذه، بالمناسبة، ليس في أي من المواد المتوسطة بل في روح العالم الشريرة والتي كانت من البداية مقرونة بالمادة، ولكن أثناء الخلق ملئت بالأسباب ورتبت منقبلها. وبذلك تكون قد تحولت إلى روح العالم الربانية، ولكن استمرت في كونها المصدر الأساسي لكل الشر. قام بوضع الرب فوق كل العالم المحدود، وبذلك يكون الداميون هم وكلاء لتأثير الرب على العالم. كان مدافعا عن حرية الإرادة، وأبدية الروح.
كانت الأخلاق الأفلاطوينة المشّائية قد أيدت من قبل بلوطرخس ضد النظريات المعارضة المشّائية والرواقية. كانت صفة معظم أخلاق بلوطرخس هو قرب ارتباطها بالدين. ولكن جوهر فكرة بلوطرخس عن الرب هو، والذي بالمناسبة وضح وصفه للشر والفساد والذي يجعل من الأسباب خرافة، هو دفئ مشاعره الدينية وتشكيكه بالقدرات الإنسانية المعرفية والذي دفعه للإيمان بأن الرب أتى لمساعدتنا بالكشف الفوري، والذي كل ما نظرنا إليه بحذر كل ما امتعنا "بحماسة" بشكل كامل عن كل التصرفات؛ مكنه هذا الأمر من الدفاع عن الفكر الشائع عن التكهن والذي كان أمرا طبيعيا لزمن طويل بين الرواقية.
كان موقفه اتجاه الديانات المنتشرة مشابها. حيث اعتقد بأن آلهة الشعوب الأخرى يشتركون في نفس الآلهة وبنفس القوى ولكن يختلفون في تسميتهم. اعتقد بأن الخرافات تحتوي على حقائق فلسفية يمكن تفسيرها مجازا. بذلك، يكون بلوطرخس قد سعى لجمع التصور الفلسفي والديني للأشياء مع القاء بقدر الإمكان مع التقاليد. كان بلوطرخس معلم فافورنيوس. عرف عنه أنه نباتيا، إلا أن مدة بقائه وصرامة اتباعه لهذه الحمية غير معروف. وقد كتب عن أخلاق أكل اللحم في محادثتين في «موراليا».

## الإرث

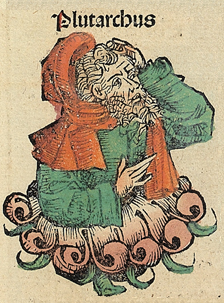
بلوطرخس في «حوليات نورمبرغ»

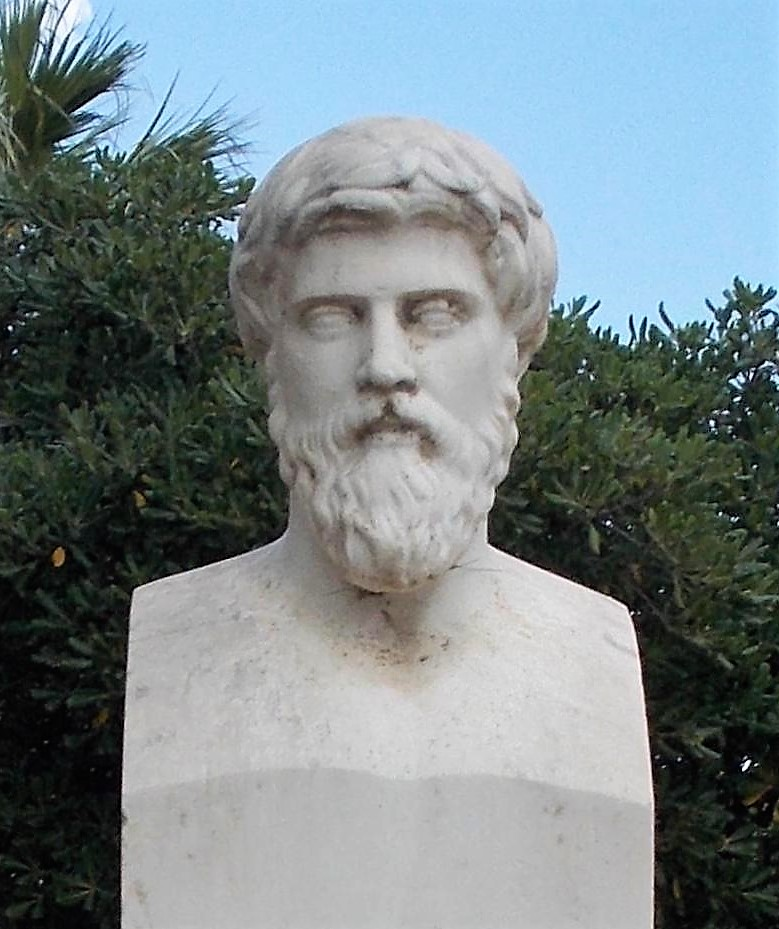
تمثال حديث يصور بلوطرخس في خيرونيا، بناءا على تمثاله النصفي في دلفي

هنالك العديد من الترجمات لكتاب «حيوات موازية» للاتينية، أشهرها الكتاب المسمى «Paur le Dauphin» (“للأمير” بالفرنيسية) من قبل كاتب في بلاط الملك لويس الخامس عشر وترجمة لأولريش هان عام 1470م. في عام 1519م، قام هيرونيموس امسر بترجمة «De capienda ex inimicis utilitate». ترجمة السير من قبل غوتلوب بينيدكت فون شايراش (1743-1804) وطبعت في فيينا من قبل فرانز هاس (1776-1780). ترجم عملي بلوطرخس «حيوات موازية» و «موراليا» إلى الألمانية من قبل يوهان فريدريك سالمون كالتواسر.

### فرنسا وإنجلترا
أثرت أعمال بلوطرخس بشكل كبير على الأدب الإنجليزي والفرنسي. كانت مقالات دي مونتين مستلهمة بشكل كبير من كتاب بلوطرخس «موراليا» وقد كانت مبنية بشكل متعمد على أسلوب اليونانيين السهل والاستفساري في العلوم والأداب والعادات والمعتقدات. احتوت المقالات على أكثر من 400 مرجع لبلوطرخس وأعماله.
ترجمة أعمال بلوطرخس للقراء الفرنسيين من قبل جاك أميوت. ذهب إلى إيطاليا ودرس في النصوص الفاتيكانية لبلوطرخس، ومنها نشر نسخة مترجمة لكتاب «حيوات موازية» في عام 1559م «وموراليا» في 1572م، والذي كان مقروءا بشكل كبير من قبل متعلمي أوربا. كانت ترجمة أميوت في إنجلترا ذات انطباع قوي بقدر فرنسا، لأن السير توماس نورث قام بنشر ترجمته الإنجليزية لكتاب الحيوات في عام 1579م بناءا على ترجمة أميوت الفرنسية بدلا من النسخة اليونانية الأصلية. قام شيكسبير بإعادة صياغة أجزاء من ترجمة توماس نورث لحيوات محددة في مسرحياته، ونقل عنهم كذلك أحيانا نقلا مباشرا.
النسخة الإنجليزية الكاملة لكتاب «موراليا» قد ترجمة من اليونانية من قِبَل فيليمون هولاند في عام 1603م. في عام 1683م، بدأ جون درايدن بالكتابة عن حياة بلوطرخس وقام بالاطلاع على عدة ترجمات لكتاب «حيوات موازية» من قبل عدة مترجمين من النسخة اليونانية. حظت الترجمة بعدة مراجعات وتحسينات لعدة مرات، أحدثها في القرن التاسع عشر من قبل الشاعر الإنجليزي الكلاسيكي أرثر هيو كلوف (نشرت أول مرة في عام 1859م). أحد الناشرين المعاصرين لهذه النسخة هو المكتبة الحديثة. وآخر للموسوعة البريطانية بالتّعاون مع جامعة شيكاغو.
نقل جان جاك روسو عن بلوطرخس في مؤلفه «في التربية: إميل نموذجا» (بالفرنسية: Émile, ou De l’éducation)، رسالة في دراسة للفرد ككل للمواطنة. قدم روسو مقطعا من بلوطرخس في دعمٍ لموقفه ضد أكل اللحم: “ ‘اتسألني؟’، قال بلوطرخس، ‘لماذا امتنع فيثاغورس عن أكل لحم الوحوش...’ ". نقل جيمس بوزويل عن بلوطرخس في كتابة حيوات، بدلا من سيرة، في مقدمة مؤلفه «حياة صموئيل جونسون» (بالإنجليزية: Life of Samuel Bowsell). تأثر رالف والدو إمرسون والفلاسفة المتعاليين بشكل كبير من كتاب «موراليا» وفي مقدمة مؤلفه المطبوع خمس مرات، في نسخة القرن التاسع عشر، أطلق على كتاب «حيوات موازية» "إنجيل للأبطال".
شمل متأثرون آخرون منهم بن جونسون وألكسندر هاميلتون وجون ميلتون وإدموند بيرك وجوزيف دي مايستر ومارك توين ولويس لأمور وفرانسيس بيكون، وشخصيات أخرى مختلفة ككوتن ميذر وروبرت براونينغ. نزل تأثير بلوطرخس في القرن التاسع عشر والقرن العشرين، لكنه لازال مقترنا بالفكر الشهير للتاريخ اليوناني والروماني.

### قراءة معمقة
- Beck، Mark (1996). "Anecdote and the representation of Plutarch's ethos". في van der Stockt، Luc (المحرر). Rhetorical theory and praxis in Plutarch. Collection d'Études Classiques. Leuven, Belgium: Peeters (نُشِر في 2000). ج. 11. ص. 15–32. {{استشهاد بمنشورات مؤتمر}}: الوسيط |عنوان المؤتمر= و|عنوان الكتاب= تكرر أكثر من مرة (مساعدة)
- Beck، Mark، المحرر (2014). A Companion to Plutarch. Blackwell Companions to the Ancient World. Malden, MA / Oxford, UK: Blackwell.
- Beneker، Jeffrey (2012). The passionate Statesman: Eros and politics in Plutarch's Lives. Oxford, UK: Oxford University Press.
- Blackburn، Simon (1994). Oxford Dictionary of Philosophy. Oxford, UK: دار نشر جامعة أكسفورد.
- Brenk، Frederick E.؛ Roig Lanzillotta، Lautaro (2023). Plutarch on literature, Graeco-Roman religion, Jews and Christians. Leiden; Boston: Brill. ISBN:9789004531956.
- Duff، Timothy (2002) [1999]. Plutarch's Lives: Exploring Virtue and Vice. Oxford, UK: Oxford University Press. ISBN:978-0-19-925274-9.
- Georgiadou، Aristoula (1992). "Idealistic and realistic portraiture in the Lives of Plutarch". في Haase، Wolfgang (المحرر). Aufstieg und Niedergang der römischen Welt: Geschichte und Kultur Roms im Spiegel der neueren Forschung. Sprache und Literatur: Allgemeines zur Literatur des 2. Jahrhunderts und einzelne Autoren der trajanischen und frühhadrianischen Zeit. Berlin, DE / New York, NY: Walter de Gruyter. ج. 2.33.6. ص. 4616–4623.
- Gill، Christopher (1983). "The question of character-development: Plutarch and Tacitus". Classical Quarterly. ج. 33 ع. 2: 469–487. DOI:10.1017/S0009838800034741. S2CID:170532855.
- Ginestí Rosell، Anna (2023). Dialogpoetik der Quaestiones Convivales von Plutarch. Göttingen: Vandenhoeck & Ruprecht. ISBN:9783525361566.
- Guerrier، Olivier (2023). Visages singuliers du Plutarque humaniste. Autour d'Amyot et de la réception des Moralia et des Vies à la Renaissance. Paris: Les Belles Lettres. ISBN:9782251454344.
- Hamilton، Edith (1957). The Echo of Greece. W. W. Norton & Company. ص. 194. ISBN:0-393-00231-4.
- Humble، Noreen، المحرر (2010). Plutarch's Lives: Parallelism and purpose. Swansea, UK: Classical Press of Wales.
- McInerney، Jeremy (2003). "Plutarch's manly women". في Rosen، Ralph M.؛ Sluiter، Ineke (المحررون). Andreia: Studies in manliness and courage in classical Athens. Mnemosyne, Bibliotheca Classica Batava, Supplementum. Leiden, NL / Boston, MA: Brill. ج. 238. ص. 319–344.
- Mossman، Judith (2015). "Dressed for success? Clothing in Plutarch's Demetrius". في Ash، Rhiannon؛ Mossman، Judith؛ Titchener، Frances B. (المحررون). Fame and infamy: Essays for Christopher Pelling on characterization and Roman biography and historiography. Oxford, UK: Oxford University Press. ص. 149–160.
- Nikolaidis، Anastasios G.، المحرر (2008). The unity of Plutarch's work: Moralia themes in the Lives, features of the Lives in the Moralia. Berlin, DE / New York, NY: Walter de Gruyter.
- Pelling، Christopher (2002). Plutarch and History: Eighteen studies. Swansea, UK: Classical Press of Wales. ISBN:0-7156-3128-4. OCLC:50552352.
- Roskam، Geert (2021). Plutarch. Cambridge: Cambridge University Press. ISBN:978-1-009-10822-5.
- Scardigli، Barbara، المحرر (1995). Essays on Plutarch's Lives. Oxford, UK: Clarendon.
- Stadter، Philip (26–28 مايو 1994). "Anecdotes and the thematic structure of Plutarchean biography".  كتب في Salamanca, ES. في Fernández Delgado، José Antonio؛ Pordomingo Pardo، Francisca (المحررون). Estudios sobre Plutarco: Aspectos formales. Madrid, ES: Ediciones Clásicas (نُشِر في 1996). ص. 291–303. {{استشهاد بمنشورات مؤتمر}}: الوسيط |عنوان المؤتمر= و|عنوان الكتاب= تكرر أكثر من مرة (مساعدة)
- Stadter، Philip A. (2015). "The rhetoric of virtue in Plutarch's Lives". Plutarch and his Roman Readers. Oxford, UK: Oxford University Press. ص. 231–245.
- Titchener، Frances B.؛ Zadorojnyi، Alexei V.، المحررون (2023). The Cambridge companion to Plutarch. Cambridge New York, NY: Cambridge University Press. ISBN:9780521766227.
- van Hoof، Lieve (2010). Plutarch's Practical Ethics: The social dynamics of philosophy. Oxford, UK: Oxford University Press.
- Wardman، Alan E. (1967). "Description of personal appearance in Plutarch and Suetonius: The use of statues as evidence". Classical Quarterly. ج. 17 ع. 2: 414–420. DOI:10.1017/S0009838800028512. S2CID:170633095.
- Wardman، Alan (1974). Plutarch's Lives. Elek. ص. 274. ISBN:0-236-17622-6.
- Zadorojnyi، Alexei V. (2012). "Mimesis and the (plu)past in Plutarch's Lives". في Grethlein، Jonas؛ Krebs، Christopher B. (المحررون). Time and Narrative in Ancient Historiography: The "plupast" from Herodotus to Appian. Cambridge, UK: Cambridge University Press. ص. 175–198.

## وصلات خارجية
- بلوطرخس على موقع الموسوعة البريطانية (الإنجليزية)
- بلوطرخس على موقع ميوزك برينز (الإنجليزية)
- بلوطرخس على موقع إن إن دي بي (الإنجليزية)

- Online books
- مصادر في مكتبتك
- مصادر في مكتبات أخرى

- Online books
- مصادر في مكتبتك}
- مصادر في مكتبات أخرى

أعمال بلوطرخس
- مؤلفات بلوطرخس في مشروع غوتنبرغ
- أعمال أو نبذة عن بلوطرخس على أرشيف الإنترنت
- أعمال بلوطرخس في ليبري فوكس